# Yanic Dysli
Yanic Dysli (* 13. Mai 2003 in Büren an der Aare) ist ein Schweizer Rollhockeyspieler, welcher aktuell beim RHC Diessbach unter Vertrag steht. Er spielt auf der Position des Angreifers und steht seit 2022 im Kader der Schweizer Nationalmannschaft. Er wurde mit dem RHC Diessbach bisher 5-mal Schweizer Cupsieger (2018, 2019, 2023, 2024 und 2025) und 4-mal Schweizer Meister (2022, 2023, 2024 und 2025).

## Biografie
Dysli absolvierte die Grundschule in Diessbach bei Büren und die Oberstufe in Dotzigen. Die Ausbildung zum Informatiker absolvierte er bei der MKF Informatik AG.